# Prague Black Panthers
Prague Black Panthers (často zkráceně PBP) jsou pražský klub amerického fotbalu založený v roce 1991. Tým je osmnáctinásobným mistrem ČLAF a také úřadujícím mistrem Austrian Football League.

## Historie

### Vznik Prague Panthers
V lednu roku 1991 vznikl v Čechách první tým amerického fotbalu – Prague Lions. Po vnitřních neshodách se z tohoto klubu záhy odštěpily další dva týmy, Prague Panthers a Prague Cocks.
První vzájemné zápasy se hrály ještě bez potřebné výstroje a chráničů a připomínaly spíše ragby než americký fotbal. Na jaře roku 1992 došlo ke sloučení týmu Prague Panthers s Prague Cocks, čímž vznikl silný tým Prague Panthers. V létě roku 1992 došlo konečně k dlouho očekávanému okamžiku, a to zakoupení výstrojí na americký fotbal. Hráči si po roce a půl hraní bez chráničů připadali, jako že se jim nemůže nic stát, a podle toho taky hráli.
O dva roky později, na podzim 1994, získali Prague Panthers svůj první mistrovský titul. Na ten navázali v letech 1995 a 1996, když zvítězili v Czech Bowlech II a III. Dalších 9 Czech Bowlů klub získal mezi lety 1999 a 2003 a následně mezi lety 2007 a 2010. V roce 2009 k zisku Czech Bowlu navíc přidali vítězství v Poháru EFAF.

### Fúze s Prague Black Hawks
V roce 2012 došlo ke sloučení dvou nejlepších týmů z České republiky – Prague Panthers a Prague Black Hawks. Tým získal název Prague Black Panthers a jeho koučem se stal uznávaný trenér Tom Smythe.
Mezi lety 2013 a 2018 získal klub 6 mistrovských titulů, když zvítezil v 6 po sobě jdoucích Czech Bowlech. Právě po zisku svého 17. Czech Bowlu PBP opustili ČLAF, aby se stali účastníkem jedné z nejprestižnějších evropských soutěží, rakouské AFL. V letech 2019, 2022 a 2023 Prague Black Panthers v rakouské soutěži získali bronzové medaile, ke kterým v červenci 2024 přidali vítězství v Austrian Bowlu XXXIX.

## Týmy

### Prague Black Panthers - A tým
Seniorský tým vyhrál v roce 2024 nejvyšší rakouskou ligu AFL a stal se tak prvním mimo rakouským vítězem ligy. 

### Prague Black Cats
Dámský tým Prague Black Cats vznikl pod záštitou Prague Black Panthers v roce 2013. Největšími úspěchy týmu jsou vítězství v Ženském poháru 2015 a vítězství v Rose Bowlech VII a VIII z let 2021 a 2022.

### Flag fotbal mužů
Dalším týmem patřícím do organizace PBP je mužský flag fotbalový tým. Flag fotbalisté Prague Black Panthers 30+ jsou šestinásobným vítězem Mistrovství České republiky z let 2011, 2012, 2013, 2014, 2016 a 2017. V České lize flag fotbalu mužů si mužstvo odbylo premiéru v jejím druhém ročníku na podzim 2024. Ve své první sezóně v soutěži tým nejprve vyhrál skupinu Sever, v semifinále ale prohrál s ostravskými Steelers 14:32 a v zápase o 3. místo podlehl poměrem 27:33 Přerovu.

### Flag fotbal žen
Do organizace PBP patří taktéž dámský flag fotbalový tým, jehož největším úspěchem je vítězství ve flagové soutěži žen v roce 2022.